# Pole drumlinowe
Uzasadnienie: Obie strony poruszają tę samą tematykę. Właściwie drumlin zawsze stanowi część pola drumlinowego, a ten artykuł nie wnosi żadnej nowej treści i powiela bardziej rozbudowany artykuł Drumlin.

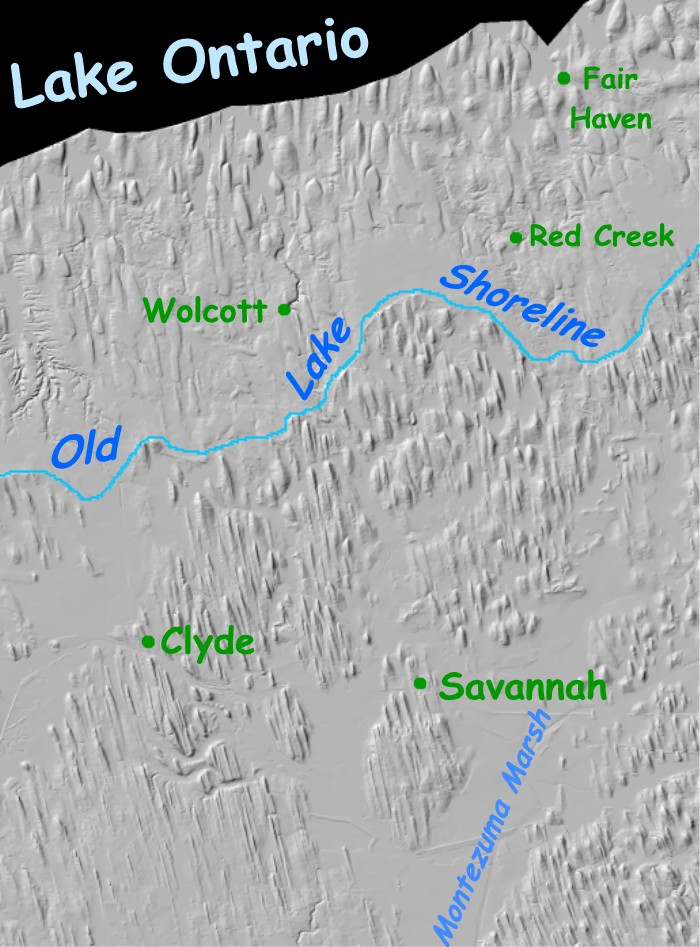
Topografia pola drumlinów w stanie Nowy Jork w USA

Pole drumlinowe – obszar licznego występowania drumlinów ułożonych wachlarzowato lub równolegle, zgodnie z kierunkiem ruchu lodowca. Obniżenia oddzielające sąsiednie drumliny zazwyczaj wypełnione są przez bagna, torfowiska lub jeziora (tzw. jeziora drumlinowe).

## W Polsce

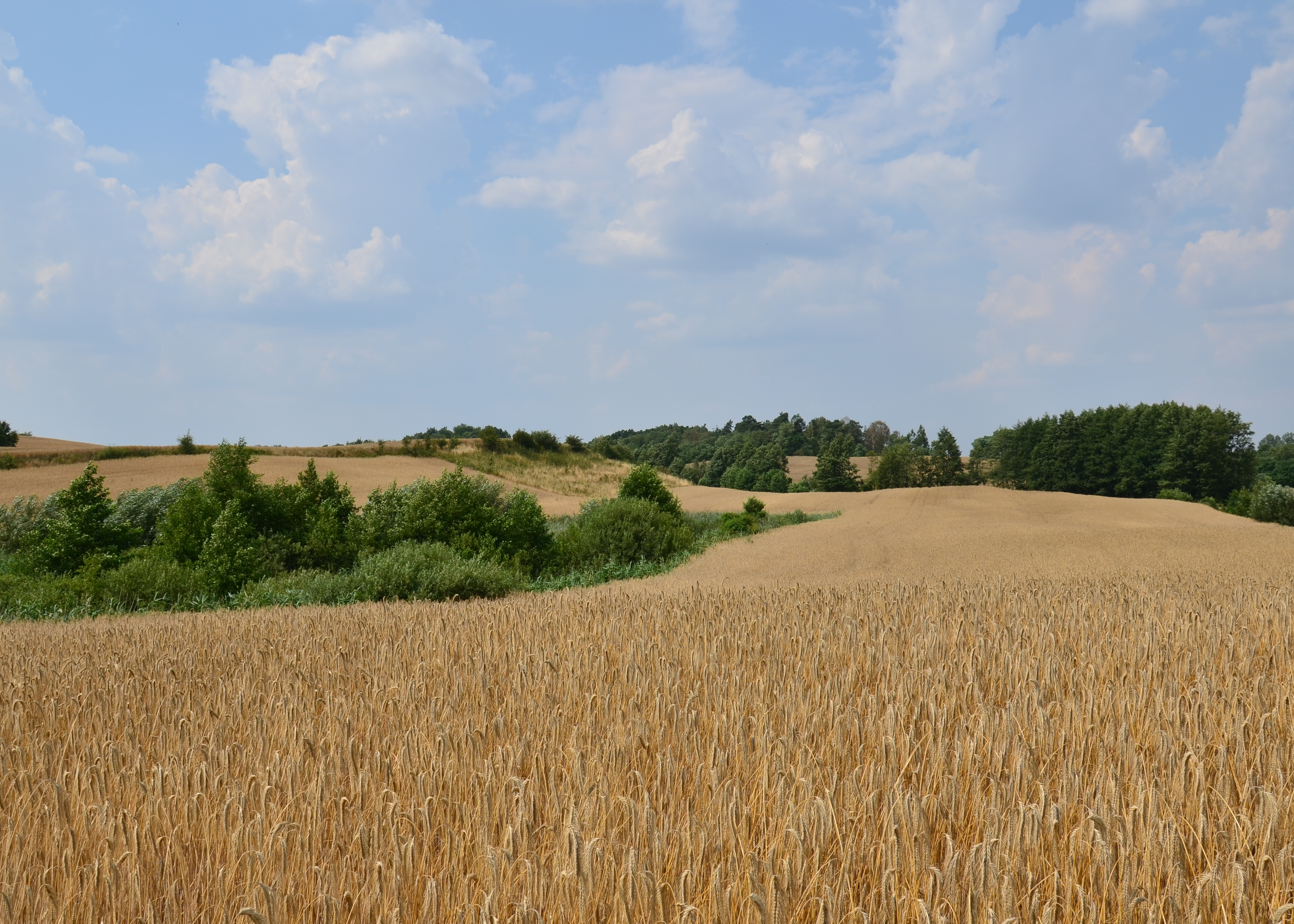
Drumliny zbójneńskie

W Polsce pola drumlinowe występują na niżu, np. bardzo regularne drumliny występują na Pojezierzu Dobrzyńskim. Największe pole drumlinowe w Polsce obejmuje Obszar Chronionego Krajobrazu Drumliny Zbójeńskie w pobliżu wsi Zbójno, gdzie na powierzchni 32,5 km² występuje ponad 500 drumlinów.